# Kei’ičiró Gotó
Kei’ičiró Gotó (後藤 敬一郎, Gotó Kei’ičiró; 1918–2004) byl japonský fotograf aktivní ve dvacátém století. Jeho fotografie jsou ve sbírce Tokijského muzea fotografie.